# Лажу (Юра)
Лажу́ (фр. Lajoux) — коммуна во Франции, в регионе Франш-Конте, департамент Юра, округ — Сен-Клод. Население — 252 человек (2010).
Коммуна расположена на расстоянии примерно в 390 км на юго-восток от Парижа, 100 км на юг от Безансона, 50 км на юго-восток от Лон-ле-Сонье; недалеко от границы со Швейцарией.

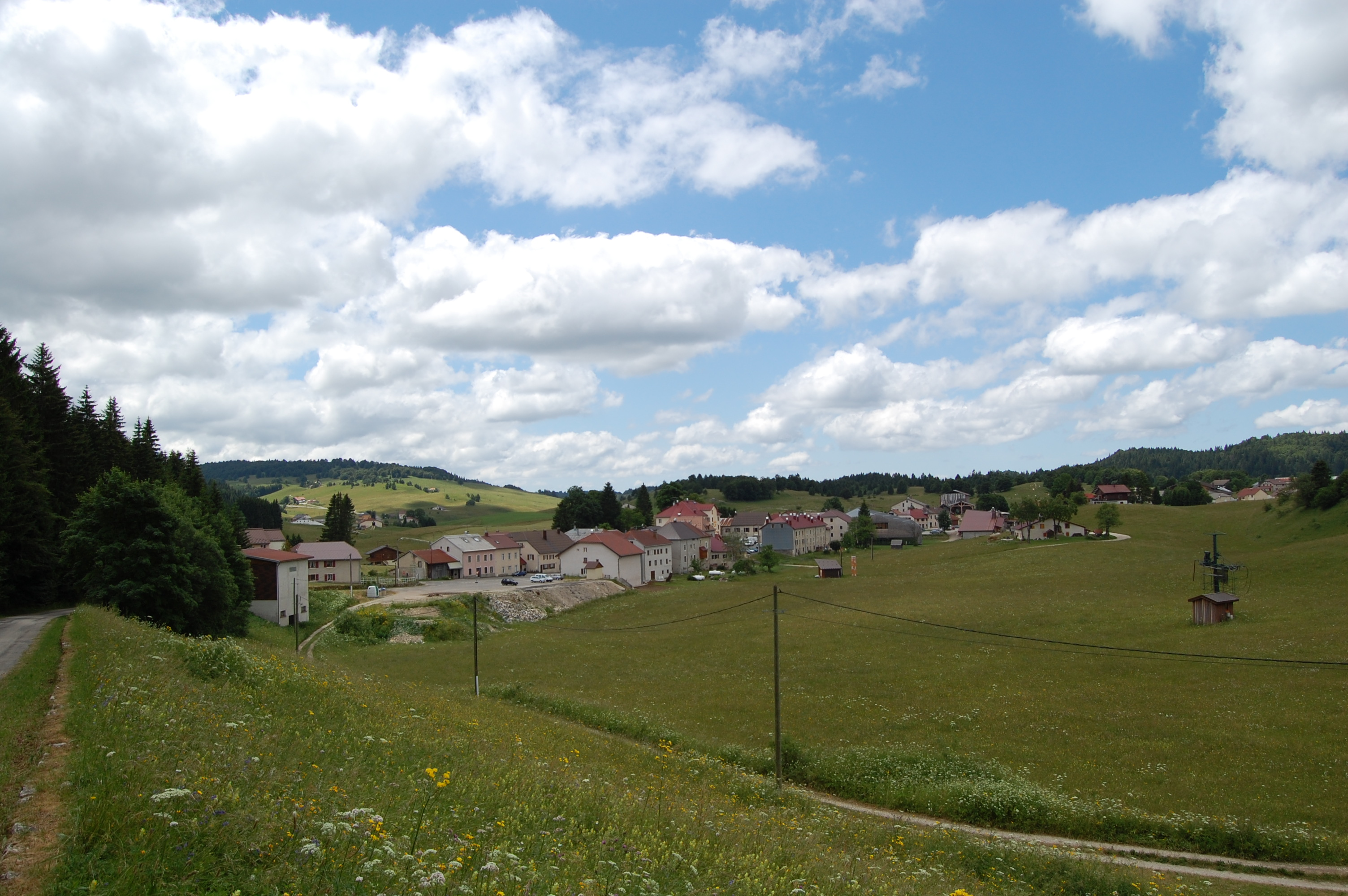
Общий вид коммуны

## Экономика
В 2007 году из 169 человек в трудоспособном возрасте (15—64 лет) 148 были активны, 21 — неактивен (показатель активности — 87,6 %, в 1999 году — 82,6 %). Из 148 активных человек  работало 145 (76 мужчин и 69 женщин), безработных было 3 (все — мужчины). Среди 21 неактивных 11 человек были учениками или студентами, 8 — пенсионерами, 2 были неактивными по другим причинам.
В 2008 году в коммуне числилось 110 обложенных домохозяйств, в которых проживали 246,5 лица, медиана доходов составляла 18 821 евро на одно лицо хозяйства.